# Johann Christian Bach
Pour les articles homonymes, voir Johann Bach (homonymie) et Bach (homonymie).
Johann Christian Bach, francisé Jean-Chrétien Bach, né le 5 septembre 1735 à Leipzig et mort le 1er janvier 1782 à Londres, est un compositeur et organiste allemand, dix-huitième des vingt enfants de Jean-Sébastien Bach, le onzième des treize enfants d’Anna-Magdalena et le plus jeune des onze fils de J.-S. Bach. Il fut surnommé le « Bach de Milan » et le « Bach de Londres ».

## Biographie

### Jeunesse et première formation musicale
Johann Christian Bach est le dix-huitième et dernier fils de Jean-Sébastien Bach, qu'il eut avec Anna Magdalena Bach, sa seconde épouse. Sa différence d'âge avec son père est de cinquante ans. Il tient son prénom de Johann Florens Rivinus, son parrain, professeur de droit à l'université de Leipzig et de Christiana Sibylla Bose, intime de la famille Bach, fille d'un riche marchand de Leipzig et propriétaire de la Maison Bose qui, aujourd'hui, abrite le musée Bach. Ses premiers enseignements musicaux sont assurés par son père, mais surtout vraisemblablement par le cousin de celui-ci, Johann Elias Bach, qui habite chez les Bach de 1738 à 1743, et qui s'est occupé également de l'éducation musicale de Johann Christoph Friedrich Bach, le seizième enfant. Il aide son père en lui servant de secrétaire.
Après la mort de celui-ci en 1750, alors que Johann Christian a a peine quinze ans, il se rend à Berlin auprès de son demi-frère, Carl Philipp Emanuel Bach, de vingt ans son aîné, alors claveciniste à la cour du roi Frédéric II. Johann Christian y reçoit alors un nouvel enseignement musical de la part de son demi-frère, mais y subit aussi l’influence du maître de chapelle de la cour, Carl Heinrich Graun.

### L’Italie, de 1755 à 1762: entre Église et Opéra
En 1754, Johann Christian se rend à Milan, en Italie, où il entre au service du comte Agostino Litta. Les circonstances de cette rencontre demeurent assez obscures, bien que l’on puisse raisonnablement supposer que les contacts pris à Berlin parmi les musiciens de la chapelle du roi aient été déterminants. Grâce au soutien de Litta, Johann Christian étudie le contrepoint auprès du père Giovanni Battista Martini à Bologne en 1757. Durant cette période, Bach compose principalement des œuvres de musique sacrée (parmi lesquelles une messe et un Dies irae datés de 1757/58, un Magnificat à deux voix daté de 1758 et un Te Deum  daté de 1759), mais aussi de la musique instrumentale pour l’orchestre de son protecteur.
En 1760, Bach est nommé second organiste de la cathédrale de Milan, après sa conversion au catholicisme. Cette conversion représente une véritable rupture avec la tradition profondément luthérienne de sa famille.
À côté de son activité d’organiste et de compositeur de musique sacrée, Johann Christian commence à s’intéresser à l’opéra. Il compose en 1758 une aria  („Misero pargoletto“) pour le castrat Filippo Elisi, à l’occasion de l’opéra Demofoonte de Giovanni Battista Ferrandini. Bach fait enfin représenter son premier opéra Artaserse en 1761 à Turin. Il reçoit alors la commande de deux nouveaux opéras pour le San Carlo de Naples. Ce seront Catone in Utica (4 novembre 1761) et Alessandro nelle Indie (20 janvier 1762).

### La période londonienne, de 1762 à 1772
Le succès de ses opéras donne à Bach une réputation internationale. L’épouse du roi d'Angleterre Georges III, Sophie Charlotte de Mecklenburg-Strelitz, l’engage alors comme maître de musique et comme compositeur d'opéras au King's Theatre. Il arrive à Londres à l’été 1762.
À Londres, Johann Christian donnera douze opéras, lesquels connaîtront des succès divers. En 1763 sont représentés Orione (19 février) und Zanaida (7 mai) au King’s Theatre. Après une pause en 1764, vraisemblablement due à des intrigues, Adriano in Siria (dont la première a lieu le 26 janvier 1765) est un échec. Deux ans plus tard, Carattaco (représenté pour la première fois le 24 février 1767) rencontre de nouveau le succès.
En avril 1764, il rencontre pour la première fois le jeune Mozart, alors âgé de 8 ans. Il passa 5 mois à enseigner la composition à Mozart. Mozart arrangera plus tard les sonates opus 5 (no 2, 3 et 4) de Johann Christian Bach en concertos pour piano (K 107) et rendra finalement hommage au maître allemand en citant l’un de ses ouvrages lyriques (l’ouverture de La Calamita dei cuori) dans l’Andante de son concerto en la majeur (K 414), composé peu après la disparition de Johann Christian.

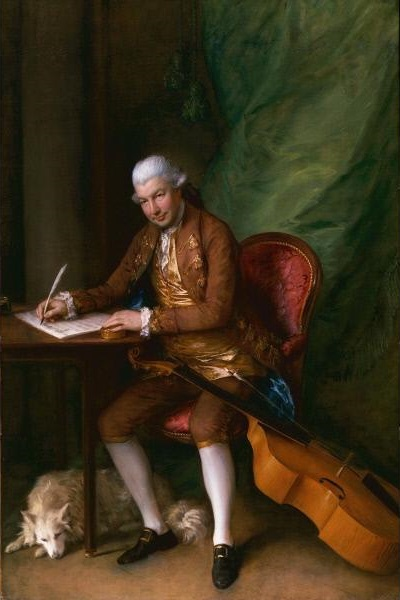
Karl Friedrich Abel, v. 1777
par Thomas Gainsborough
Bibliothèque Huntington

De 1765 à 1781, il s'associe au violiste et compositeur Karl Friedrich Abel, qui vit dans le même appartement que lui dans le quartier de Soho, pour fonder les « Bach-Abel Concerts » qui sera pendant cette période l'entreprise de concert par abonnement la plus prestigieuse de Londres. Abel est également originaire de Thuringe et son père Christian Ferdinand Abel, également compositeur, était grand ami de Jean-Sébastien Bach.
Il se rend à Mannheim en 1772, où il compose un nouvel opéra pour le théâtre de la ville, Temistocle (5 novembre 1772). À son retour à Londres, il participe au concert inaugural du Masonic Hall. Le 23 mai 1772, en compagnie de Karl Friedrich Abel, il est en effet reçu franc-maçon au sein de la loge des Neuf Muses avec dispense de tout droit à acquitter. Il épouse début 1773 une chanteuse italienne, Cecilia Grassi.
Après avoir composé, sur un livret de Giovanni de Gamerra également utilisé par Mozart, un second opéra pour le théâtre de Mannheim en 1776 (Lucio Silla), il connaît un de ses derniers grand succès londoniens le 4 avril 1778 avec la première représentation de La clemenza di Scipione.
Il a choisi son ami intime, Gainsborough, pour réaliser son portrait destiné à la galerie de musiciens célèbres que son maître Padre Martini est en train de former à Bologne. Une deuxième version vers 1776 a probablement été peinte pour Bach lui-même.

### Dernières années
En 1778, Johann Christian Bach reçoit une commande de Paris pour un opéra (Amadis de Gaule) qui ne remporte pas le succès escompté. Cette même année, il est reçu compagnon et fait maître dans la foulée, dans sa loge maçonnique de Londres[réf. nécessaire], le 15 juin 1778. En août 1778 il est reçu avec le chanteur Giusto Fernando Tenducci par le Duc de Noailles dans sa résidence de Saint-Germain-en-Laye. Mozart, qui y est également reçu à partir du 19 août, travaille avec eux jusqu'à la fin du mois.
Ses dernières années sont assez difficiles : il meurt sans descendance connue à Londres le 1er janvier 1782, accablé de dettes que la reine s’efforce de régler.

## Œuvres
Johann Christian Bach laisse un catalogue d'environ 360 œuvres.

### Opéras
- Artaserse, W G1
- Catone in Utica, W G2
- Alessandro nell'Indie, W G3
- Orione, W G4
- Zanaïda, W G5
- Adriano in Siria, W G6
- Carattaco, W G7
- Temistocle, W G8
- Lucio Silla, W G9
- La clemenza di Scipione, W G10
- Endimione, W G15
- La tempesta, W G16
- O Venere vezzosa, W G17
- Amor vincitore, W G18
- Cefalo e Procri, W G19
- Demofonte, W G21
- La Giulia, W G22
- Gli Uccelatori, W G23
- Il tutor e la pupilla, W G24
- Astarto, re di Tiro, W G25
- La cascina, W G26
- La calamita de' cuori, W G27
- L'Olimpiade, W G28
- Orfeo ed Euridice, W G29

### Musique sacrée
- Kyrie en do majeur, W E2
- Gloria en do majeur, W E3
- Gloria en sol majeur, W E4
- Credo en do majeur, W E5
- 3 Lectio dol officio per gli morti, W E7 à W E9
- Miserere en si bémol majeur
- Ingresso e Kyrie della Messa de Morti en do mineur (Missa da Requiem), W E11
- Dies Irae en do mineur, W E12
- 2 Domine ad adjuvandum, W E13 & W E14
- Dixit Dominus en do majeur, W E15
- Beatus vir en fa majeur, W E17
- 2 Laudate pueri, W E18 & W E19
- Magnificat a 8 en do majeur, W E21
- Magnificat a 4 en do majeur, W E22
- 2 Salve Regina, W E23 & W E24
- 2 Tantum ergo, W E25 & W E26
- Te Deum a 4 en do majeur, W E 28
- Attendit Mortales en la mineur, W F2
- Larvae tremendae en do majeur, W F3
- Si nocte tenebrosa en sol mineur, version "for Raaf" W F4a & version "for Pompli" W F4b
- Let the Solemn Organs Blow en do majeur

### Oratorio
- Gioas, re di Giuda, W D1

### Musique vocale profane
- 6 Canzonetta, op. 4, W H12 à W H17
- 6 Canzonetta, op. 6, W H18 à W H23
- 16 Vauxhall Songs, W H24 à WH39

### Musique orchestrale
- 6 Concertos pour clavier, op. 1, W C49 à W C54
- 6 Concertos pour clavier, op. 7, W C55 à W C60
- 6 Concertos pour clavier, op. 13, W C62 à W C67
- Concerto en mi bémol majeur pour clavier, op 14, W C61
- 6 Concertos pour clavecin, W C68 à W C73
- Concerto en mi bémol majeur pour piano, W C75
- Concerto en do majeur pour violon, W C76
- Concerto en ut mineur pour violoncelle, W C77
- Concerto en sol majeur pour flûte, W C78
- Concerto en ré majeur pour flûte, W C79
- 2 Concertos pour hautbois en fa majeur, W C80 & W C81
- Concerto en mi bémol majeur pour basson, W C82
- Concerto en si bémol majeur pour basson, W C83
- Menuet en fa majeur pour Her Majesty's Birthday, W C84
- Menuet en do majeur pour Her Majesty's Birthday, W C85
- 6 Symphonies, op. 3, W C1 à W C6
- 6 Symphonies, op. 6, W C7 à W C12
- 3 Symphonies, op. 8, W C13 à W C15
- Symphonie en do majeur, W C16a
- Symphonie en do majeur, W C16b
- 2 Symphonies, op. 9, W C17 & W C18
- Symphonie périodique en mi bémol majeur, W C19
- 6 Symphonies, op. 18, W C26 à W C28

### Musique de chambre
- 6 Sonates pour clavier et violon, op. 10, W B2 à W B7 (version pour clavier et viole de gambe de la W B6)
- 6 Sonates pour clavier et violon, op. 16, W B10 à W B15  (version pour clavier et viole de gambe de la W B15)
- 4 Sonates pour clavier et violon, op. 18, W B16 à W B19
- 6 Sonates en trio, op. 2, W B30 à W B 35
- 6 Sonates en trio, op. 8, W B36 à W B 41
- Trio pour deux violons et violoncelle en si bémol majeur, W B42
- 6 Quatuors à cordes, op. 8, W B51 à W B56
- Quatuor en si bémol majeur pour hautbois et trio à cordes https://www.youtube.com/watch?v=Nx6icMfsEhg
- 6 Quintettes pour flûte traversière, hautbois, violon, alto, et violoncelle, op. 11, W B70 à W B75 (vers 1772)
- 2 Quintettes pour clavier, flûte traversière, hautbois, violon, violoncelle, op. 22, W B76 & W B77 (vers 1780)
- Sextuor pour vents, cordes et clavier en do majeur, W B78
- 4 Quintettes militaires, W B79 à W B82

### Musique pour le clavier
- 6 Sonates pour clavier, op. 5, W A1 à W A6
- 6 Sonates pour clavier, op. 17, W A7 à W A12
- Sonate pour clavier en la mineur, W A13
- Sonate pour clavier en la bémol majeur, W A14
- Toccata pour clavier en mi bémol majeur, W A15
- Sonate pour clavier en Si bémol majeur, W A16
- Marche pour clavier en fa majeur, W A22
- Polonaise pour clavier en si bémol majeur, W A23
- Menuet pour clavier en do mineur, W A 24
- Menuet pour clavier en do majeur, W A 25
- Polonaise pour clavier en mi bémol majeur, W A 26
- Aria pour clavier en la mineur, W A 27
- Menuet pour clavier en do mineur, W A 28
- Menuet pour clavier en sol mineur, W A 29
- Menuet pour clavier en do majeur, W A 30
- Menuet pour clavier en do majeur, W A 31
- Polonaise pour clavier en do mineur, W I1
- également de nombreux préludes

## Ouvrage didactique
- Recueil de connaissances élémentaires pour le Forte Piano composé pour le conservatoire de Naples en collaboration avec Franceso Pasquale Ricci

#### Bases de données et dictionnaires
- Ressources relatives à la musique :   - International Music Score Library Project
  - AllMusic
  - Bayerisches Musiker-Lexikon Online
  - Carnegie Hall
  - Discography of American Historical Recordings
  - Discogs
  - Grove Music Online
  - MusicBrainz
  - Muziekweb
  - Répertoire international des sources musicales
- Ressources relatives au spectacle :   - Archives suisses des arts de la scène
  - Les Archives du spectacle
  - César
- Ressources relatives aux beaux-arts :   - British Museum
  - National Portrait Gallery
- Ressource relative à plusieurs domaines :   - Radio France
- Ressource relative à la recherche :   - Isidore
- Notices dans des dictionnaires ou encyclopédies généralistes :   - Britannica
  - Brockhaus
  - Den Store Danske Encyklopædi
  - Deutsche Biographie
  - Gran Enciclopèdia Catalana
  - Hrvatska Enciklopedija
  - Internetowa encyklopedia PWN
  - Nationalencyklopedin
  - Oxford Dictionary of National Biography
  - Store norske leksikon
  - Treccani
  - Universalis
  - Visuotinė lietuvių enciklopedija
- Notices d'autorité :   - VIAF
  - ISNI
  - BnF (données)
  - IdRef
  - LCCN
  - GND
  - Italie
  - Japon
  - CiNii
  - Espagne
  - Belgique
  - Pays-Bas
  - Pologne
  - Israël
  - NUKAT
  - Catalogne
  - Suède
  - Vatican
  - WorldCat